# Чижини (Краків)
Чижини (пол. Czyżyny)– обшар Кракова, що тепер входить до дільниці XIV Чижини, колишнє село.
У Чижинах розташовані 5-15-поверхові багатоквартирні житлові будинки із соціальною інфраструктурою (дитячий садок, школа, дитячий майданчик, медична клініка, парк), а також Польський авіаційний музей, який працює з 2003 року. Злітно-посадковий майданчик Краків-Чижини з бетонною злітно-посадковою смугою розміром 720 × 60 м, який був побудований на місці колишнього аеропорту Краків-Раковіце-Чижини.

## Історія
Село Чижини було власністю князя. З середини XIII століття належав Могильському цистерціанському ордену. Засновано за німецьким законодавством у 1294 році Вацлавом II . Місцезнаходження було підтверджено Казимиром Великим у 1336 році  . Зі згадок XIV століття ми знаємо про міст через Прондницькі болота та корчму в районі Чижин. Духовне село Чержини, власність цистерціанського абатства в Могилі, розташовувалося у другій половині XVI століття в Прошівському повіті Краківського воєводства  . У 1787 році шляхта Краківського воєводства вітала тут короля Станіслава Августа Понятовського, який прибув до Кракова. Наприкінці XVIII століття головними будівлями Чижин були панський будинок з фермою та корчмою, а в Чижинах та прилеглому Лензі проживало близько 600 мешканців та було 100 будинків. У другій половині XIX століття в селі проживало понад 800 мешканців. Там була однокласна початкова школа.
Подальший розвиток території був пов'язаний з розширенням Краківської фортеці – було збудовано форт Пшорна. Тут дислокувався підрозділ повітряних куль 2-го фортечного артилерійського полку Краківської фортеці. У 1912 році австрійське командування створило в цій місцевості Flugpark 7 разом з усіма технічними спорудами. Форт не зберігся до наших днів – його знесли в 1951 році у зв'язку з будівництвом Алеї Плану 6-річного (нині Алея Яна Павла II ), його залишками є земляні схили в районі Парку Льотчиків.
У 1936–1939 роках у Чижинах було збудовано костел св. Юди Тадея, а в 1951 році було засновано парафію.
18 січня 1945 року Чижини разом з Ольшею та Раковицями були включені до складу Кракова.

### Залізниця
У 1899 році було збудовано залізничну лінію Краків–Коцмиржув для полегшення пасажирських перевезень та доставки сільськогосподарської продукції до Кракова з навколишніх сіл, т.зв. «Коцмиржувка». У Чижинах (біля сучасного ронда Чижинського, де зараз розташована заправка) була залізнична станція. У 1900 році було збудовано відгалуження до Могили. У 1930 році Польська державна залізниця викупила лінії у приватних власників.
У повоєнні роки ця лінія та станція Чижини використовувалися для транспортування та перевантаження будівельних матеріалів для міста Нова Гута, яке будувалося за кілька сотень метрів звідси.
У 1960-х роках лінія до Коцмиржува втратила своє економічне значення та була ліквідована, а колії та станцію демонтували.

### Аеропорт
Аеропорт Краків-Раковіце-Чижини був заснований у 1912 році у зв'язку з розвитком авіації Австро-угорщини. У 1917 році він став одним із пунктів проходження першої регулярної поштової авіалінії в Європі, що з'єднала Відень з Києвом та Одесою. Спочатку він займав площу 55 гектарів і включав базу військово-повітряних сил. Після здобуття Польщею незалежності та передачі аеропортових споруд польській владі, аеропорт поступово розширювався та набував значення, ставши другим за величиною в країні. Під час Другої світової війни аеропорт був захоплений німцями, а після війни втратив своє значення через міську забудову навколишніх районів. У 1963 році його було ліквідовано.
Залишки інфраструктури аеропорту є Парком культури та відпочинку, заснованим у 1966 році на незабудованих теренах після авіації (нині Парк польських пілотів ), та споруди, що належать Польському авіаційному музею, який щороку організовує тут Малопольський авіаційний пікнік. Західна частина злітно-посадкової смуги, розташована на території Музею авіації, користується великою популярністю серед незалежних краківських радіокерованих моделістів.

### Житлові масиви
У 1977–1988 роках було збудовано житловий масив Дивізіону 303, а в 1978–1990 роках – житловий масив 2-го авіаційного полку (за проектом В. Ценкевича). Чотири- та одинадцятиповерхові житлові будинки зводилися за великопанельною технологією (за проектом М. та Я. Хроновських, С. Голонки). Додатково на території житлового масиву було збудовано 2 школи, 4 дитячі садки, ясла, 2 медичні клініки та торгово-сервісні павільйони.
У 1970-х роках було збудовано студентські гуртожитки Краківської політехніки (за проектом Т. та М. Маньковських), а в 1980 році — корпуси факультету машинобудування Політехніки (за проектом В. Ценкевича та його команди). У 1972 році розпочалося будівництво кампусу Академії фізичного виховання (AWF) (за проектом Л. Філара).
У 1980-х роках п'яти- та одинадцятиповерхові житлові будинки зведені за великопанельною технологією (за проектом К. Шопінської). Тоді як у 1990-х роках були побудовані подальші житлові комплекси, але з нижчими чотири- та п'ятиповерховими будівлями, накритими похилими дахами (за проектами Г. П'єнти, Я. Барнася, В. Гілевича, Е. Двожака-Жака, А. Рутковського). У той час хмарочоси також були побудовані поруч із комплексом Академії фізичного виховання та ронда Чижинського.

## Промисловість у Чижинах
У 1937–1938 роках у східній частині Чижин було збудовано промисловий тютюновий завод (Wytwórnię Tytoniu Przemysłowego), який використовував тютюнові врожаї з Прошовіц, Вавженчиць та Нове Бжеско, що належали Польській тютюновій монополії. Завод не припиняв свою роботу під час Другої світової війни, коли його захопили німці. У 1949–1953 роках фабрику було модернізовано, в результаті чого у Кракові-Чижинах було створено Тютюновий промисловий завод. У 1961 році на заводі було створено Завод з проектування та будівництва обладнання для тютюнової промисловості. Наразі завод належить компанії Philip Morris.

## Визначні місця Чижини

### Польський авіаційний музей
Безпосереднім поштовхом до будівництва Музею авіації та космонавтики (його первісна назва; нині музей називається Польський авіаційний музей) стала велика авіаційна виставка, організована в 1964 році Краківським аероклубом на місці колишнього аеропорту, використовуючи залишки технологічного парку аеропорту та експонати, спеціально привезені для виставки.
Після завершення виставки було створено Виставковий центр авіаційної техніки для її проведення. У 1967 році Центр був переданий Вищій технічній організації та названий «Музеєм авіації», а в 1971 році музей перейшов під управління Міністерства зв'язку. Колекція музею включає: літаки, планери, гелікоптери, зенітні ракети та авіаційні двигуни. Серед численних експонатів є літаки, унікальні у світовому масштабі.
У 2003 році авіаційні операції були відновлені. Посадковий майданчик Краків-Чижини був створений на частині колишньої бетонної злітно-посадкової смуги для літаків вагою до 7500 кг та гелікоптерів.

### Релігійні будівлі
- Костел св.Юди Тадея побудований у 1936–1939 роках. Тринефна базиліка з вражаючими поліхромними вікнами та вітражами. На райдужній стіні зображена Голгофа, у головному нефі — сцени з життя Христа, а в пресвітерії — мозаїки з фігурами польських святих та блаженних.
- Костел св.Брата Альберта побудований у 1983–1994 роках. Він розташований у житловому масиві Дивізіону 303. Храм перекритий сталевою конструкцією стелі, що підтримується колонами, з підвісною кесонною стелею та скляним фасадом. Розпис у головному вівтарі костелу «Брат Альберт та Хресна дорога» намалювала З. Копицінська-Вільчкова у 1980-х роках, у нефі розташовані таблички на згадку про польських льотчиків, які загинули під час Другої світової війни (виготовив Б. Хромий у 1995 році), та саперів, які загинули під час розмінування сусіднього аеропорту у 1946 році (виготовив А. Колачинський у 1999 році).
- Фігура Богоматері Непорочного Зачаття – класицистична, поліхромна кам'яна фігура, створена в 1899 році на чотирикутному постаменті, що зображує фігуру Мадонни, що стоїть на глобусі світу, оточеній металевою огорожею. На каплиці є напис: «ФУНДАМЕНТ / GMINY ŁĘG /R. 1899 рік. У 1997 році каплицю було відремонтовано.
- Каплиця на колонах – Ліхтар мертвих – цегляна каплиця XVII століття, збудована на дорозі до монастиря в Могилі, із зображенням Діви Марії та фігуркою Пресвятого Серця Ісуса. У 1951 році його було відремонтовано, а в 2001 році перенесено з початкового місця через дорожнє будівництво.

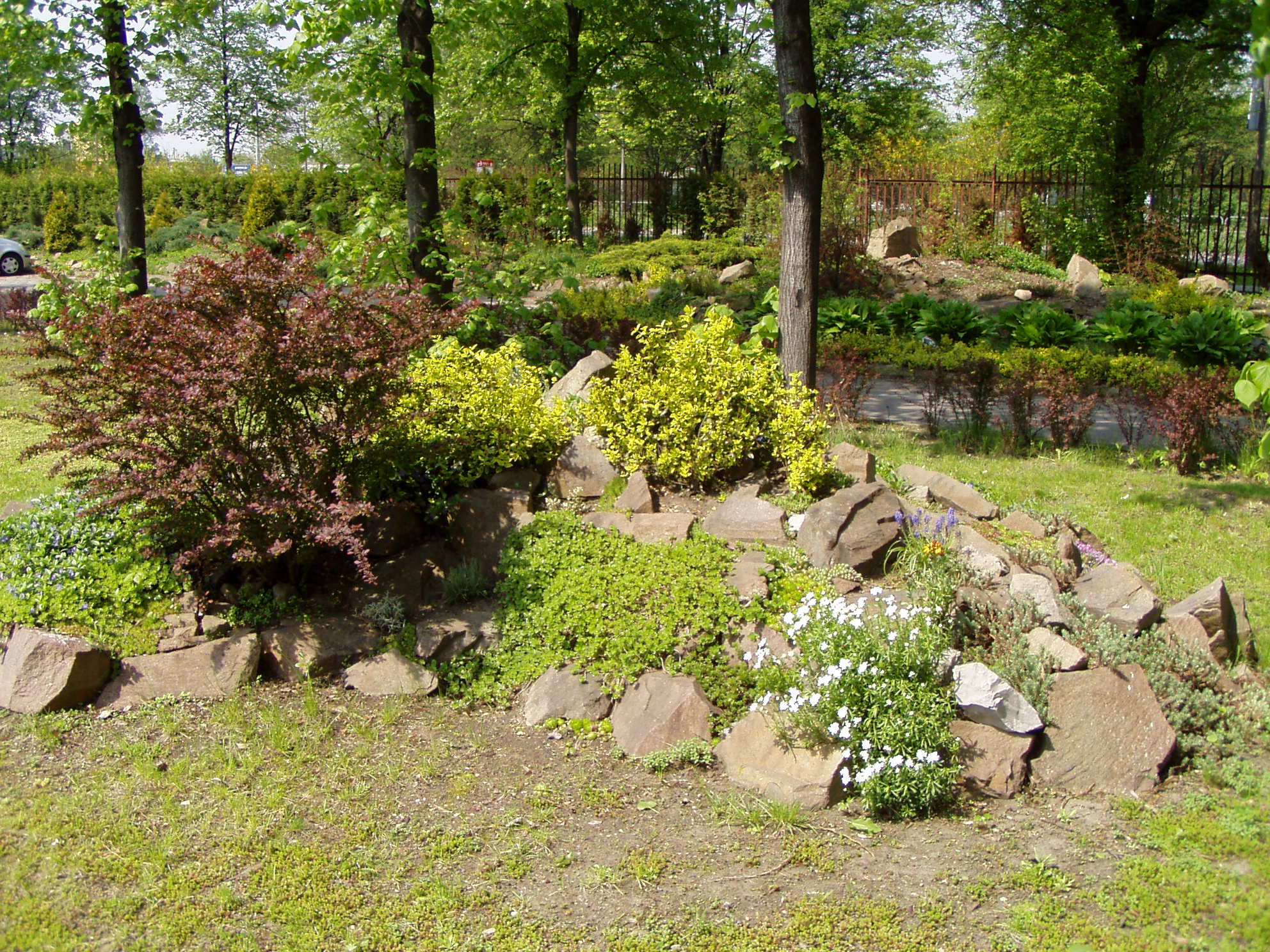

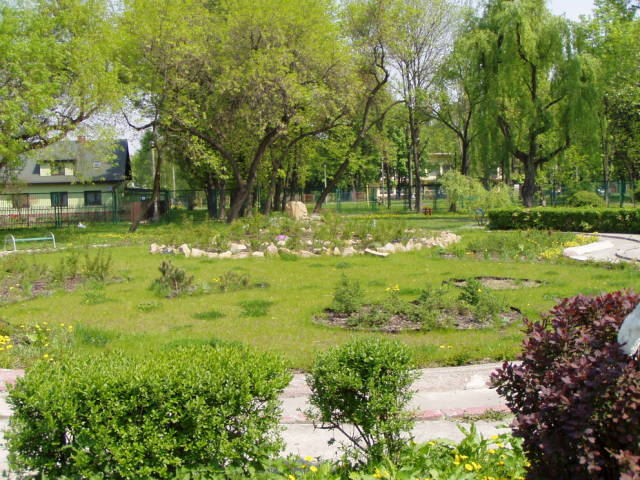

### Зелені зони
- Парк Польських Льотчиків (Park Lotników Polskich), раніше: Park Kultury i Wypoczynku (Парк культури та відпочинку) (1966), великий зелений комплекс, заснований після Другої світової війни, який мав відокремити Краків від Нової Гути
- Технологічний парк поруч з Технологічним університетом (1998)
- городи
- маєткові парки
- багатофункціональний спортивний майданчик (2009), на території житлового масиву дивізіону 303 у комплексі середньої школи № 14. Проєкт будівництва спортивного поля фінансував рада дільниці XIV Чижини. Вартість будівництва склала 1,6 мільйона злотих. Текст досі розробляється [2] .

### Пам'ятники
- Пам'ятник польським льотчикам, які загинули у 1939–1945 роках, встановлений у 1989 році. у Парку Авіаторів у вигляді трьох стилізованих вогняних язиків, що виходять з багаття; над яким на залізобетонних стовпах зображений величезний орел з розпростертими крилами, що тримає в дзьобі вінок. На низьких променях вогнища написи: «ОБОРОННА ВІЙНА 1939»; «ПОЛЬСЬКИМ ПІЛОТАМ, ЯКІ ЗАГИНУЛИ У ДРУГІЙ СВІТОВІЙ ВІЙНІ»; «ПОЛЬСЬКІ ЗБРОЙНІ СИЛИ НА ЗАХОДІ»; ФРАНЦУЗЬКА КАМПАНІЯ»; «ПІЛОТИ В ДИВІЗІЯХ СОЮЗНИКІВ»; «БИТВА ЗА БРИТАНІЮ»; «АВІАЦІЯ НА СХОДІ»; «ПІЛОТИ АРМІЇ КРАЙОВОЇ»; «ПІЛОТИ ЗАГИНУЛИ У ТАБОРАХ ПОЛОНЕНИХ ТА ТАБОРАХ СМЕРТІ».
- Валун з написом Слава льотчикам від 1970 року.
- Пам'ятник Броніславу Чеху, встановлений на площі перед AWF у 1988 році, вшановує покровителя краківської AWF, лижника, олімпійця Броніслава Чеха, вбитого в Освенцимі в 1944 році. На ньому зображено торс лижника, який тримає в руках лижні палиці, спираючись на великий валун.

## Інфраструктура
- Дитячий садок № 110
- Початкова школа № 52
- Початкова школа № 155
- Початкова школа № 156 імені о. Кардинал Адам Стефан Сапега
- Шкільний комплекс № 14 ім. Святий Брат Альберт – Адам Хмєловський:
- Гуртожитки Краківського політехнічного університету
- Академія фізичного виховання (AWF)
- Торговий центр "М1"
- Факультет машинобудування,  Краківський політехнічний університет
- Легкоатлетичний стадіон Академії фізичного виховання
- Торговий центр «Чижини»
- Міжнародний виставковий та конференц-центр Експо Краків
- Краків Арена

## Галерея

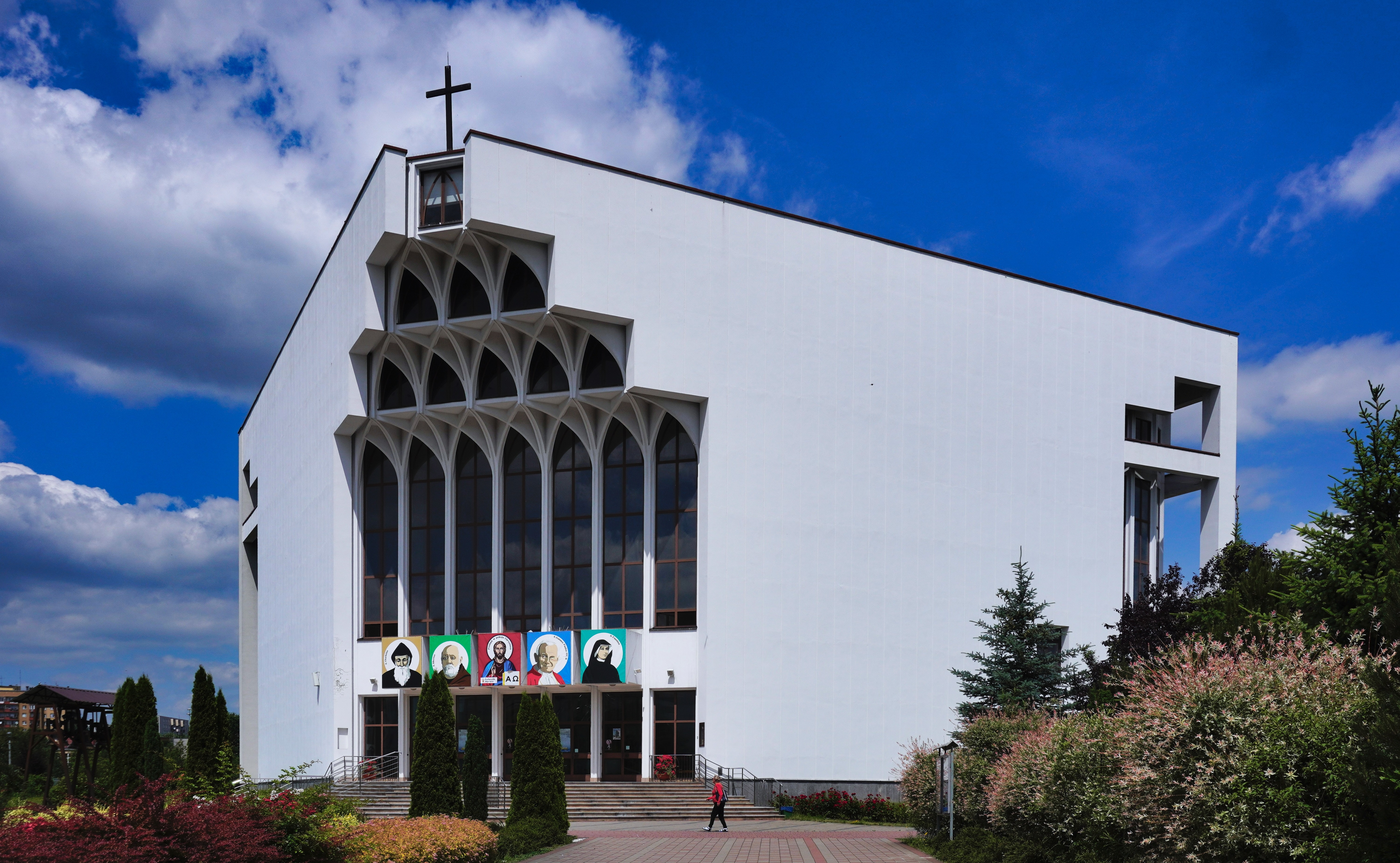
Костел Святого Брата Альберта на масиві Дивізіону 303
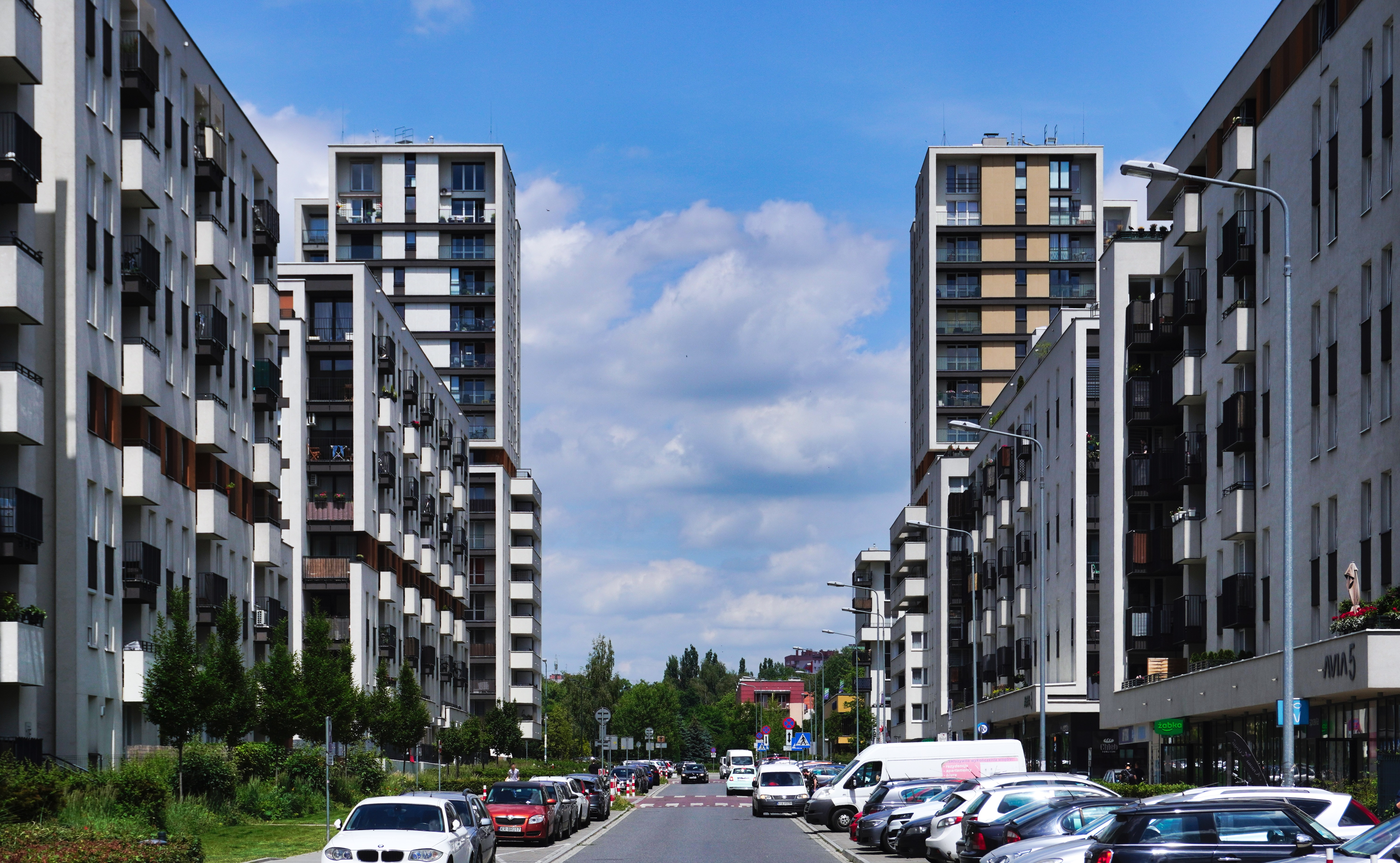
Вулиця Болеслава Орлінського, житловий масив Нові Чижини
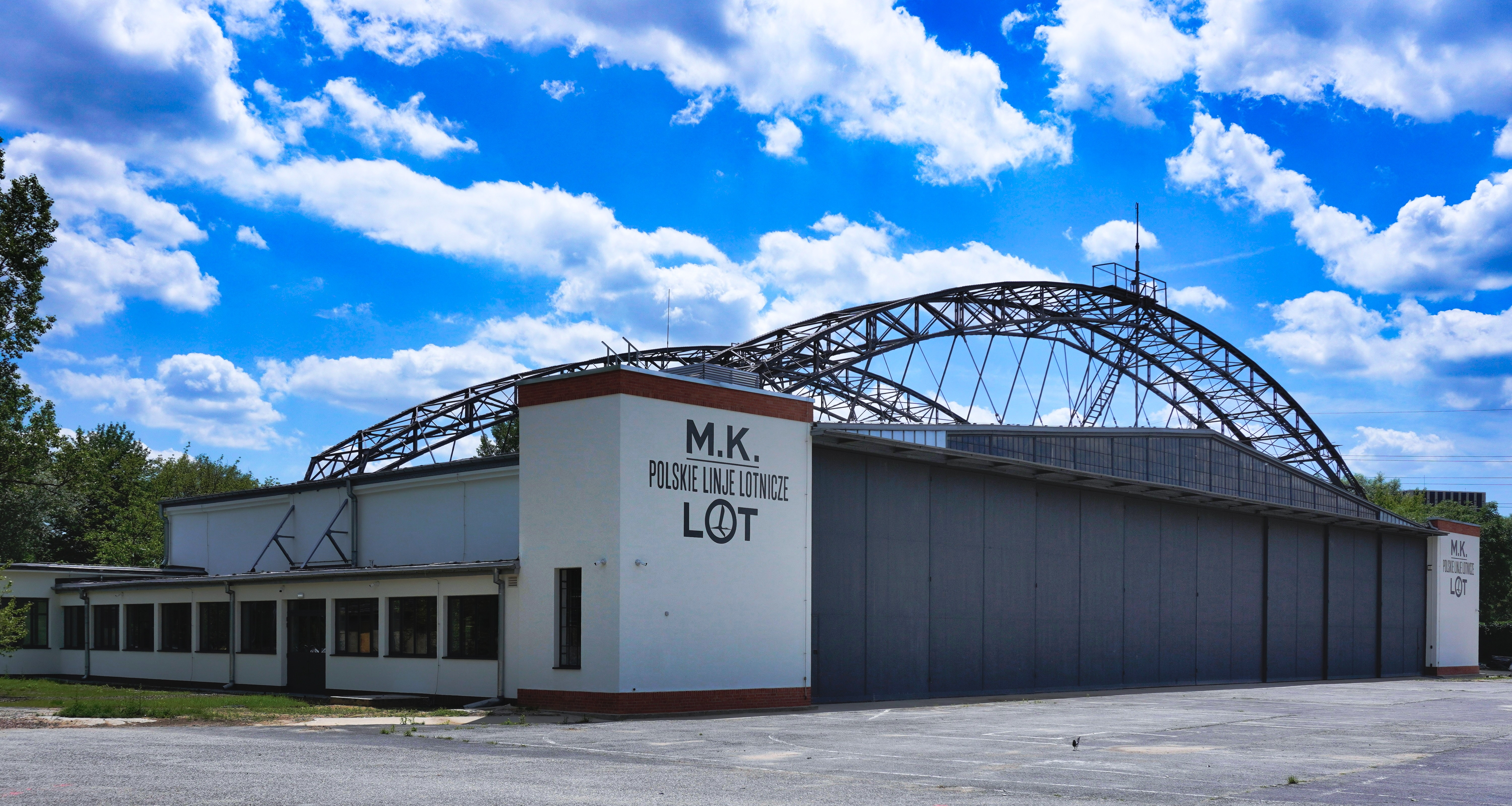
Колишній ангар цивільного аеропорту Краків-Раковіце-Чижини
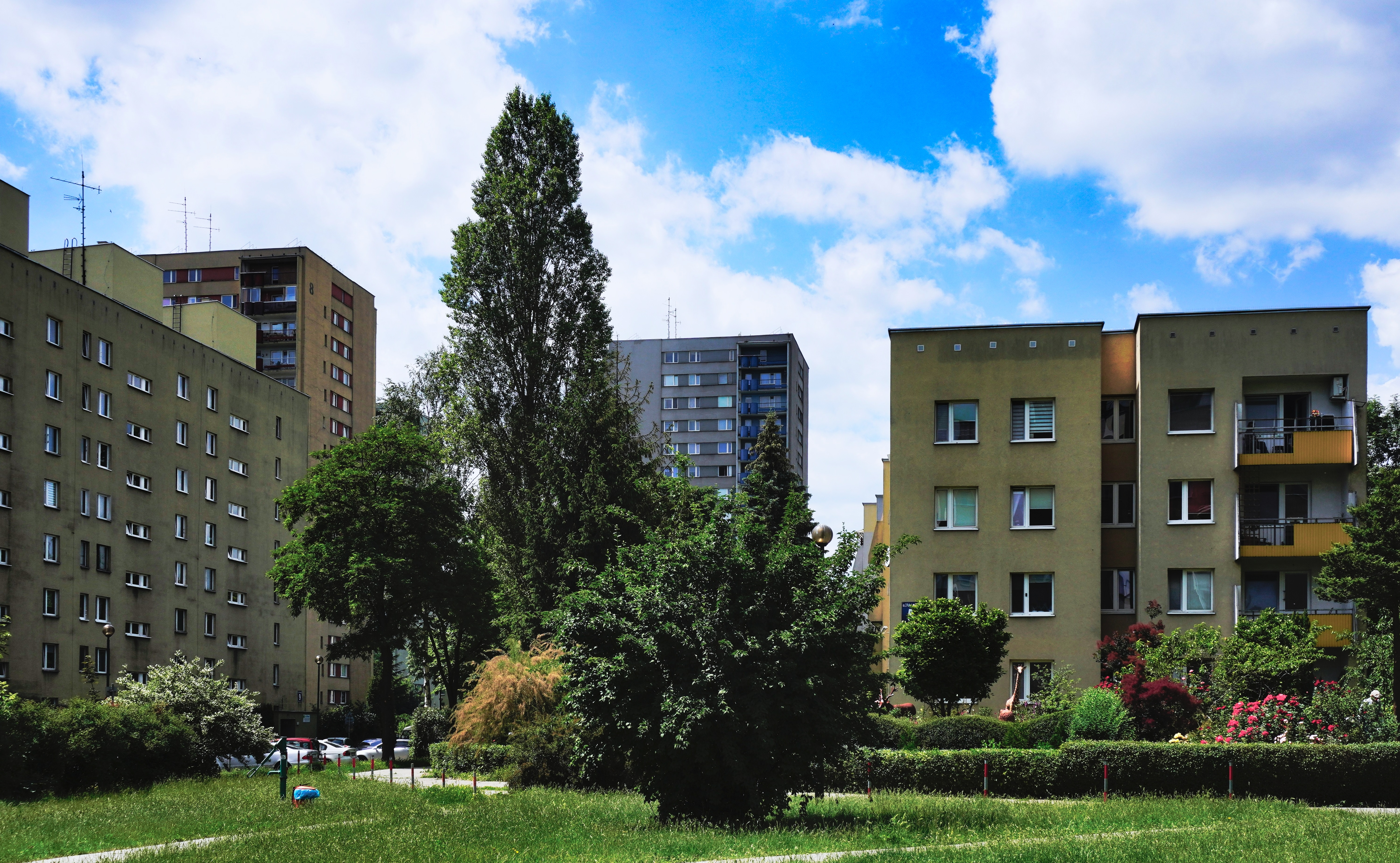
Житловий масив 2-го авіаційного полку
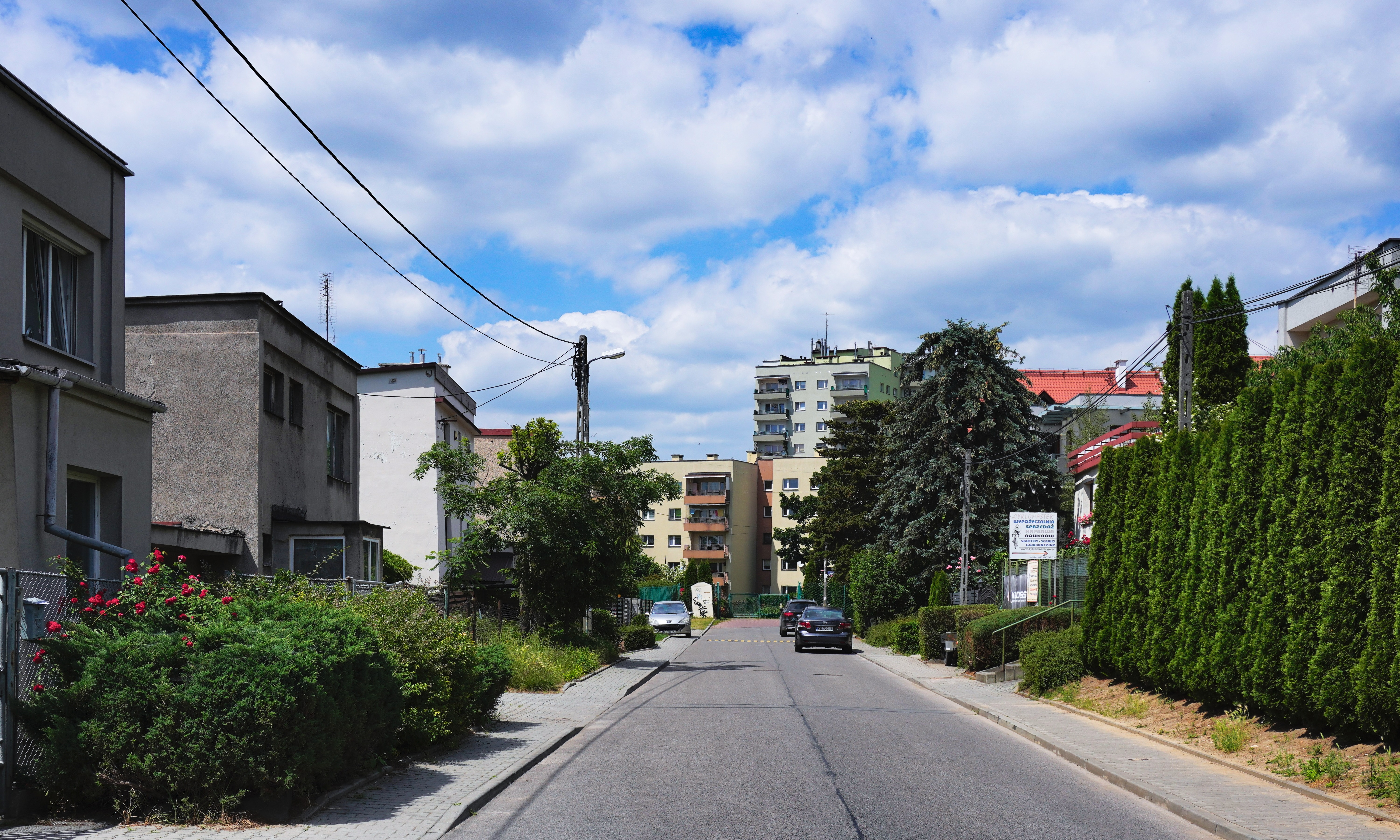
Вулиця Костянтина Ільдефонса Галчинського
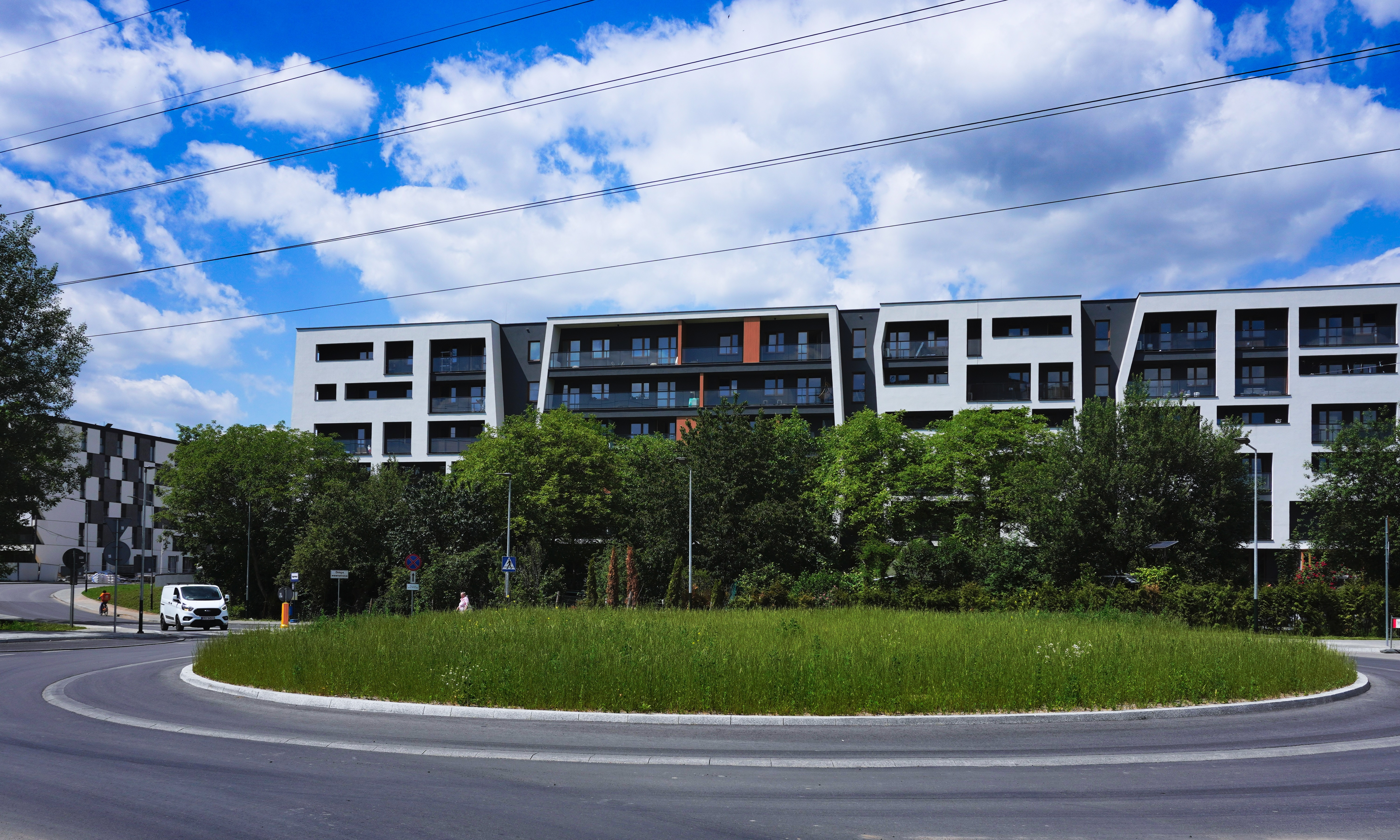
Кільцева розв'язка на перетині вулиць Центральна та Солтисовська, житлові будинки
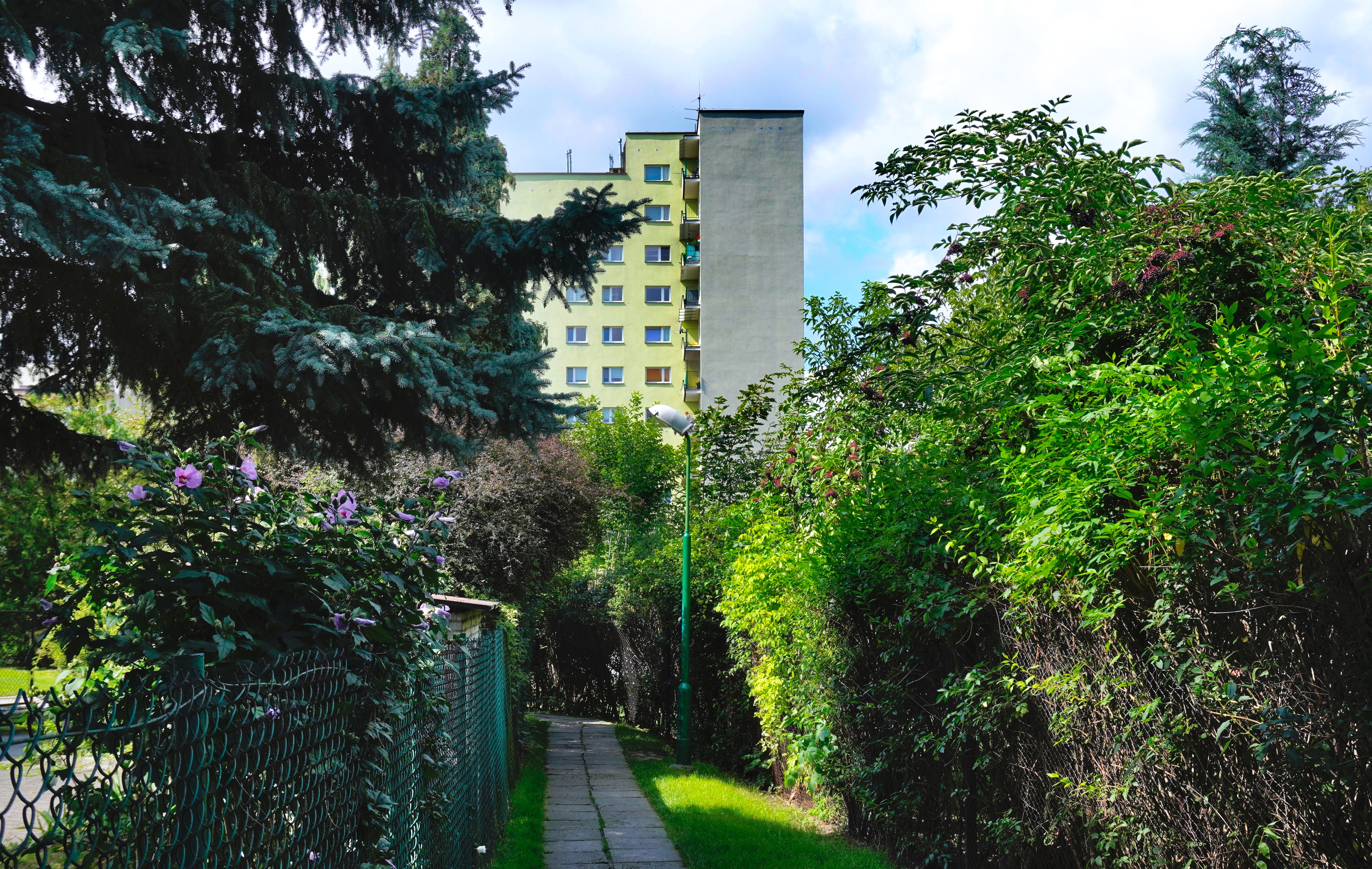
Розбудова Чижин на ділянці між проспектом Яна Павла II та проспектом Покою – багатоквартирний будинок за адресою вул. Нарчарська 2H
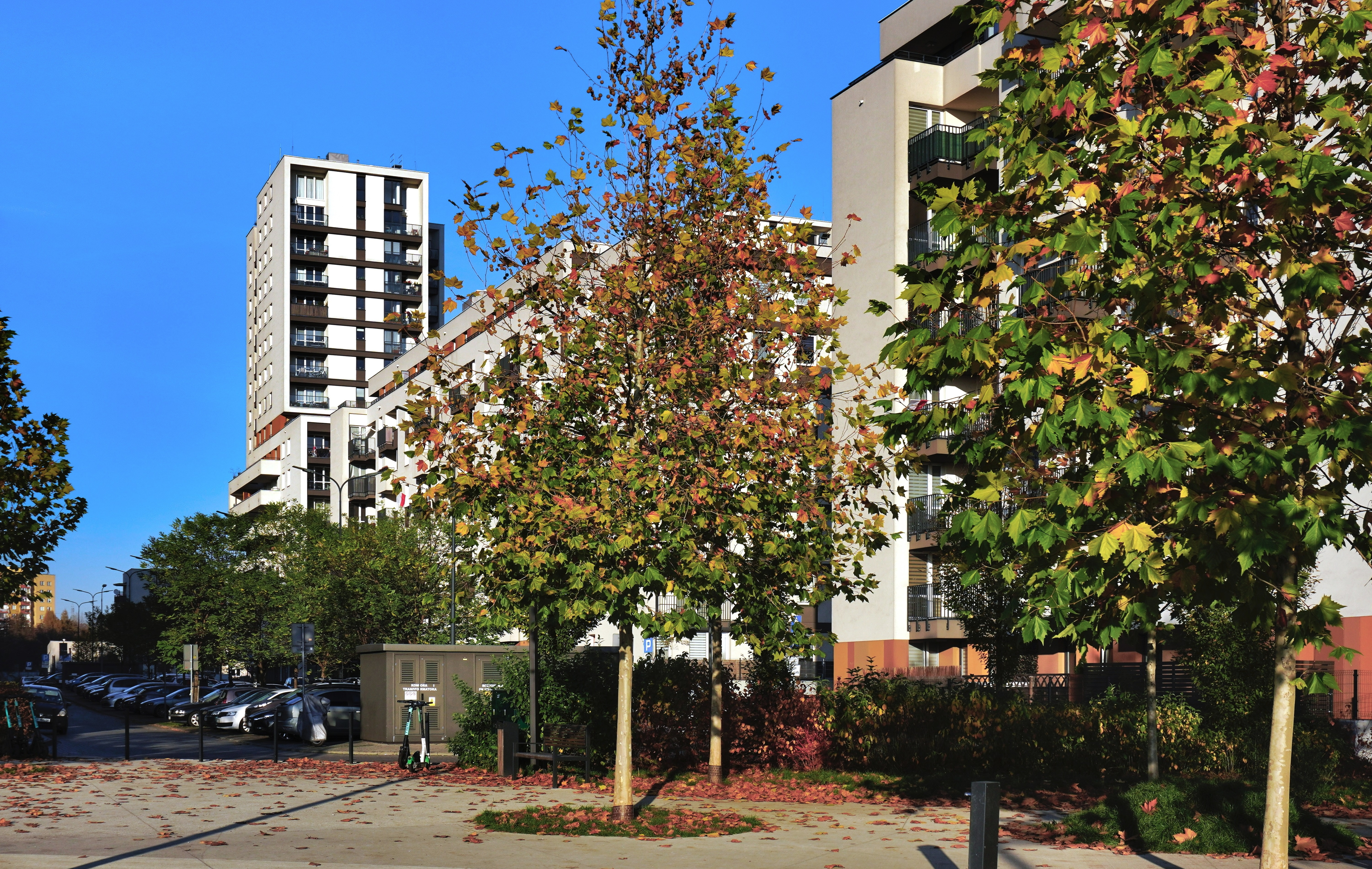
Парк Чижини, житловий масив Нові Чижини
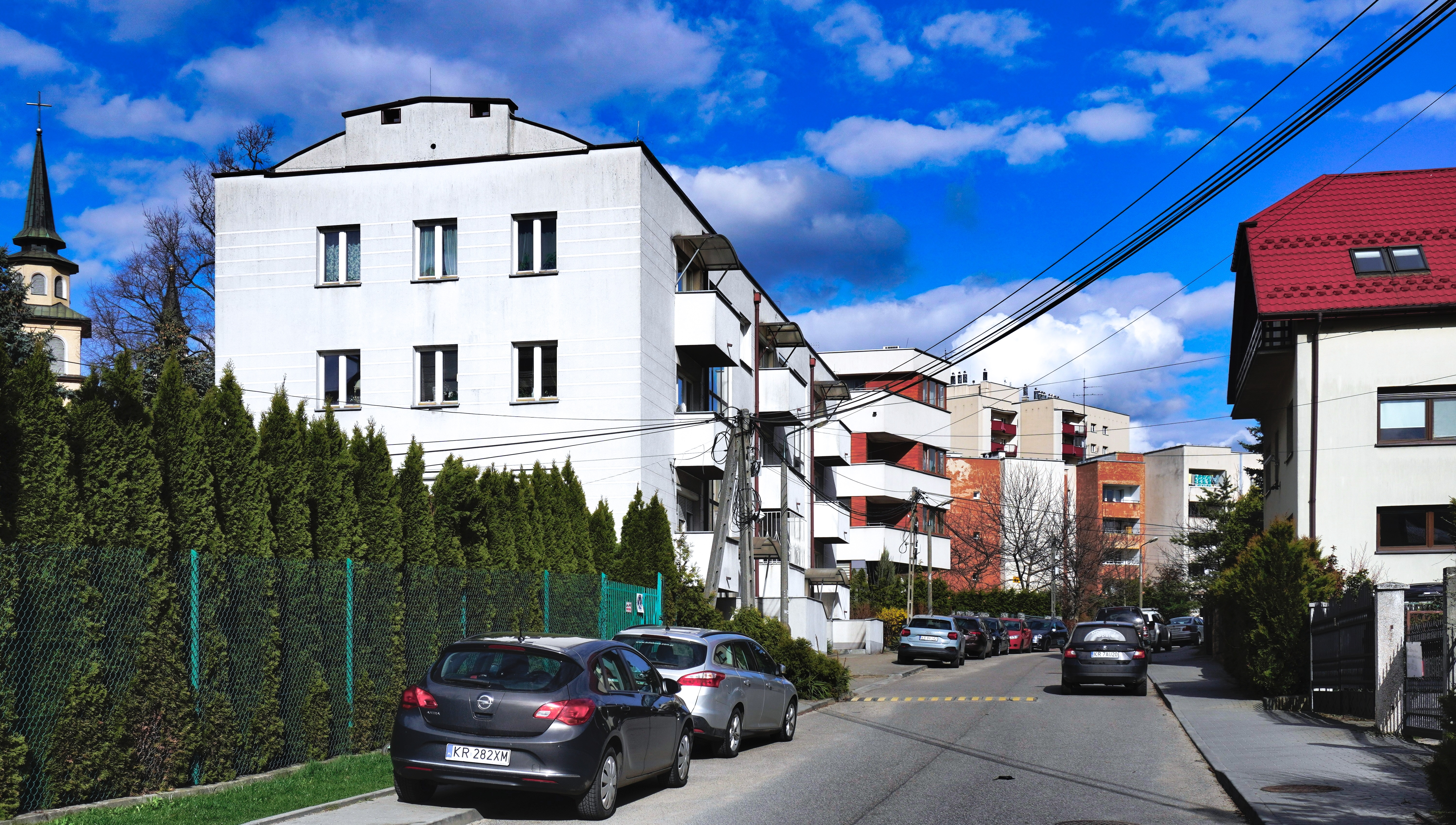
Вулиця Костянтина Ільдефонса Галчинського
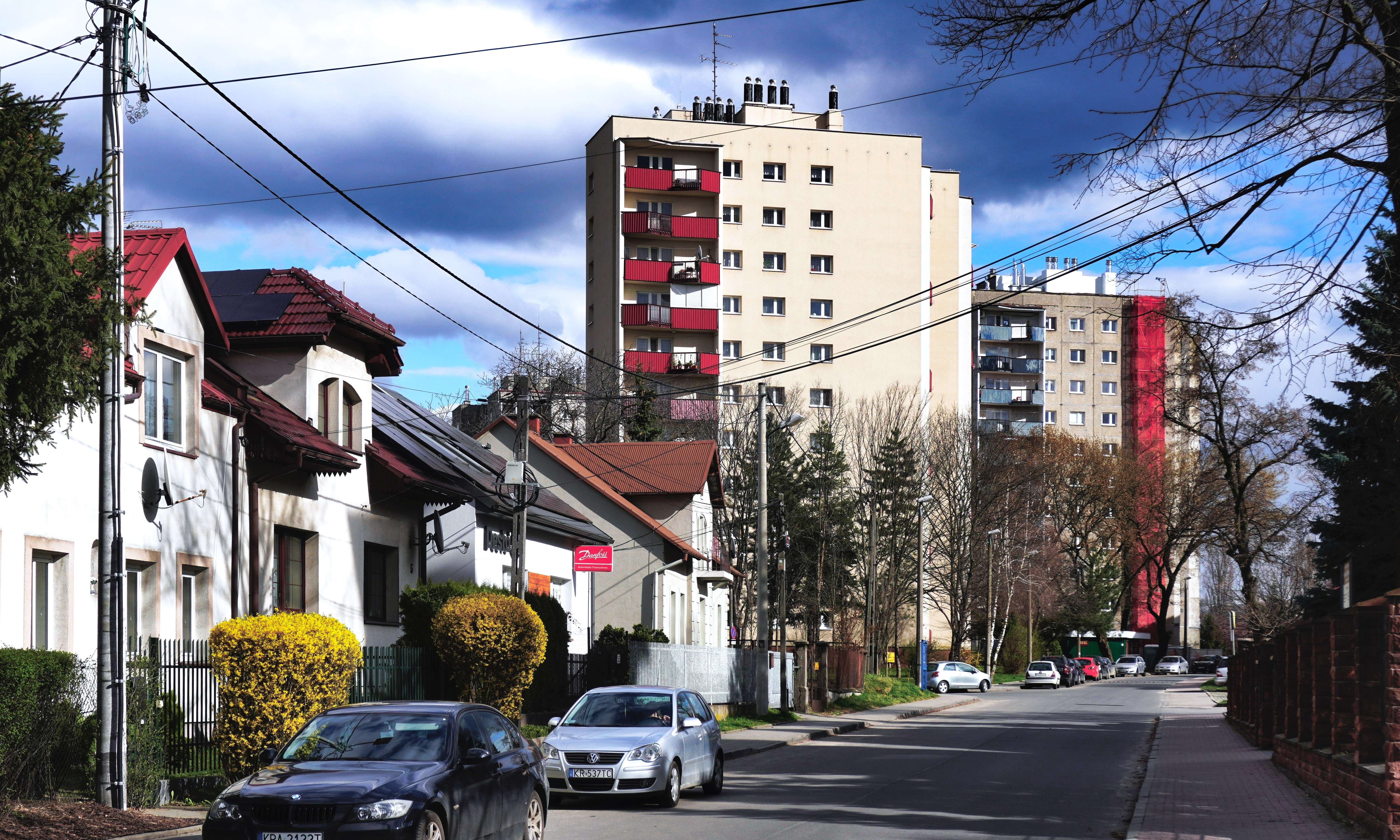
Вулиця Францішека Венжика
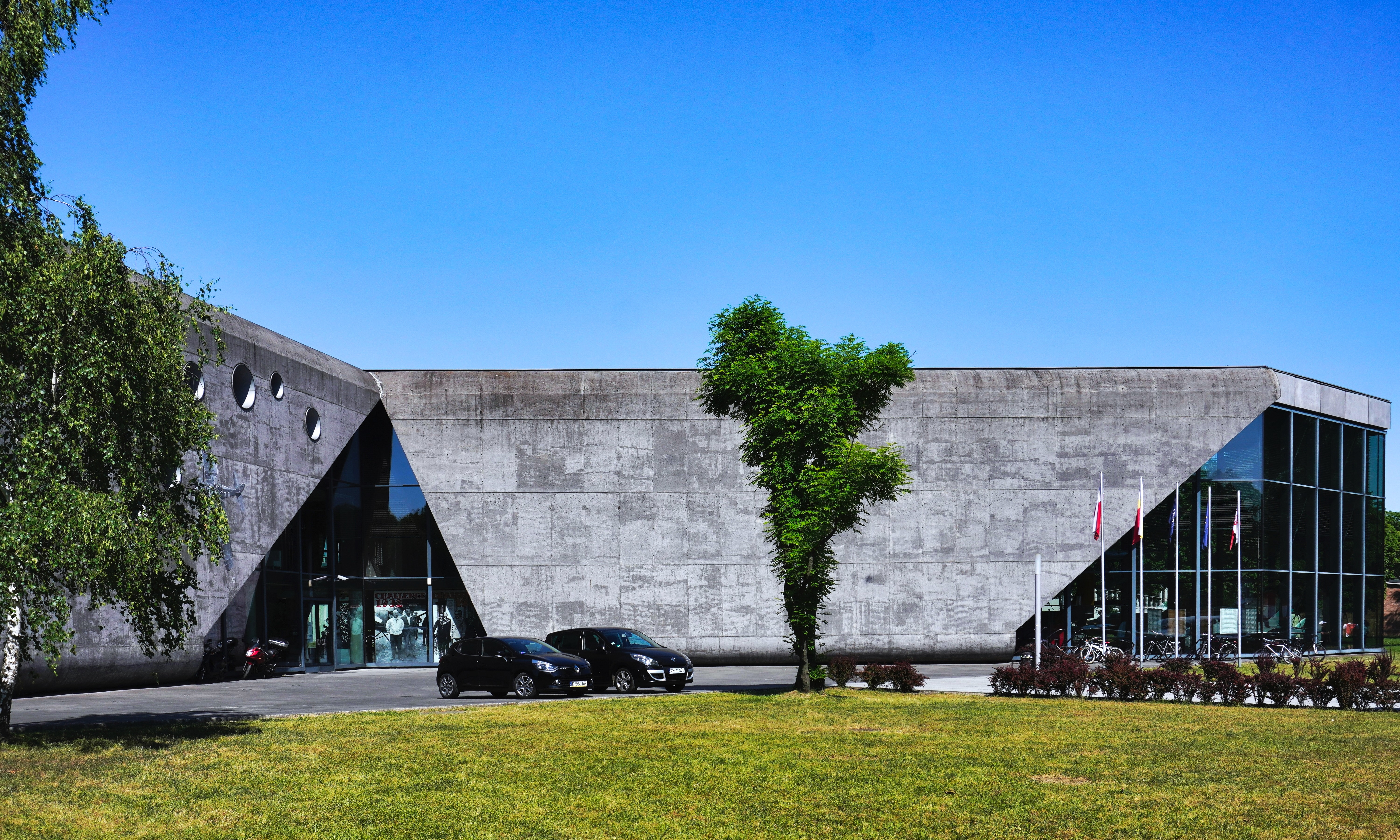
Головна будівля Польського авіаційного музею
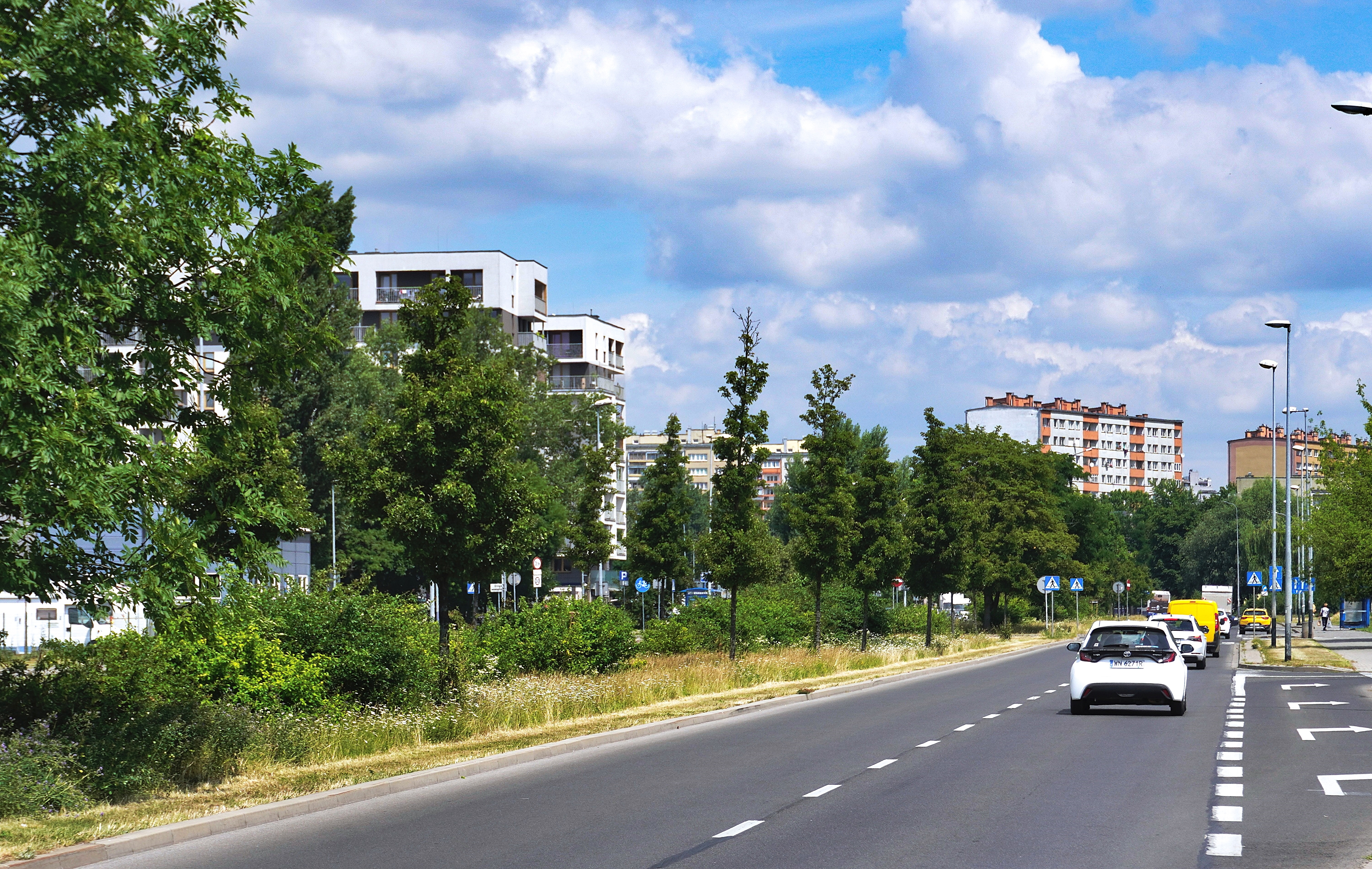
Вулиця Марії Домбровської
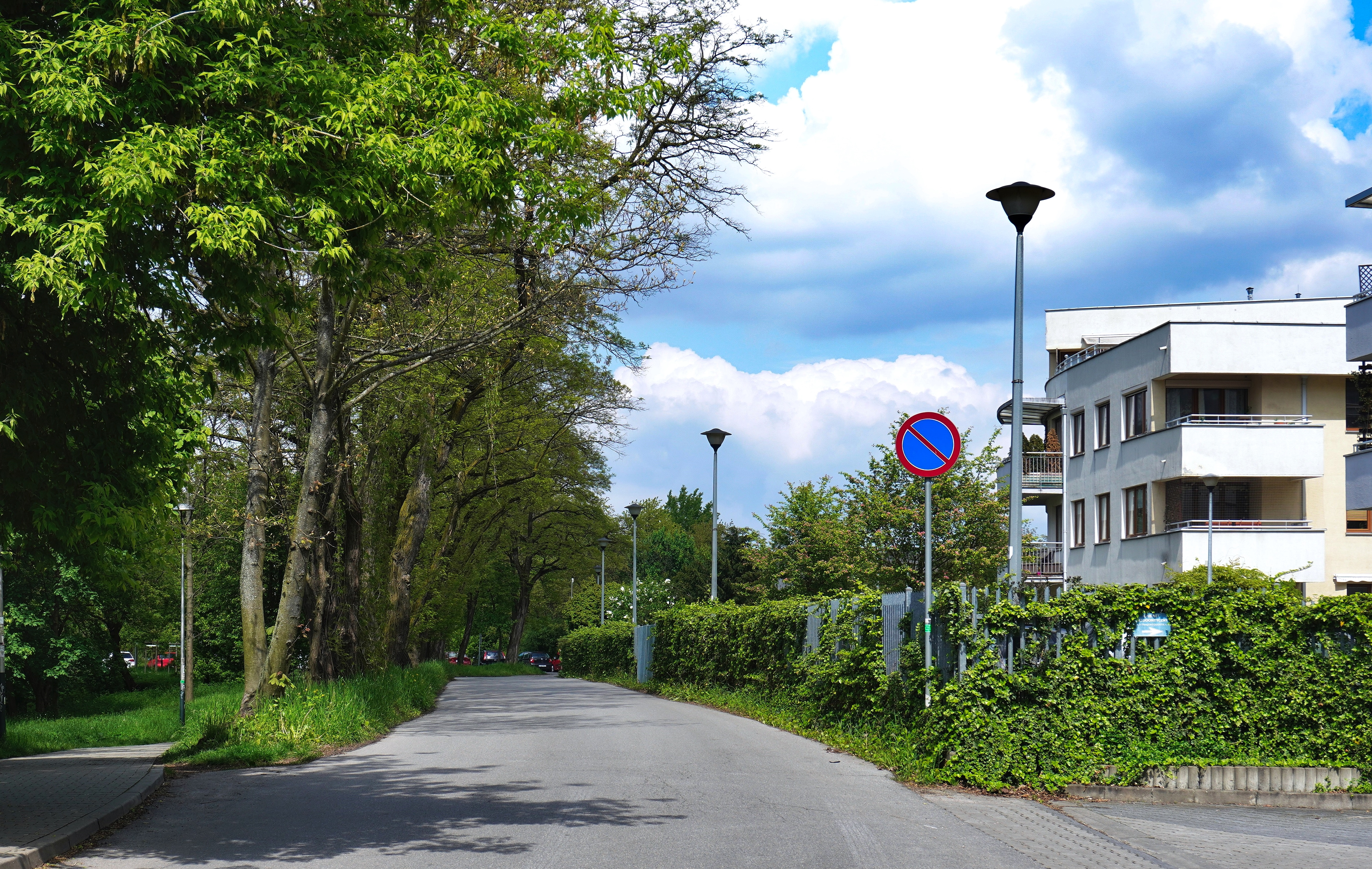
Вулиця Мар'яни Марковської
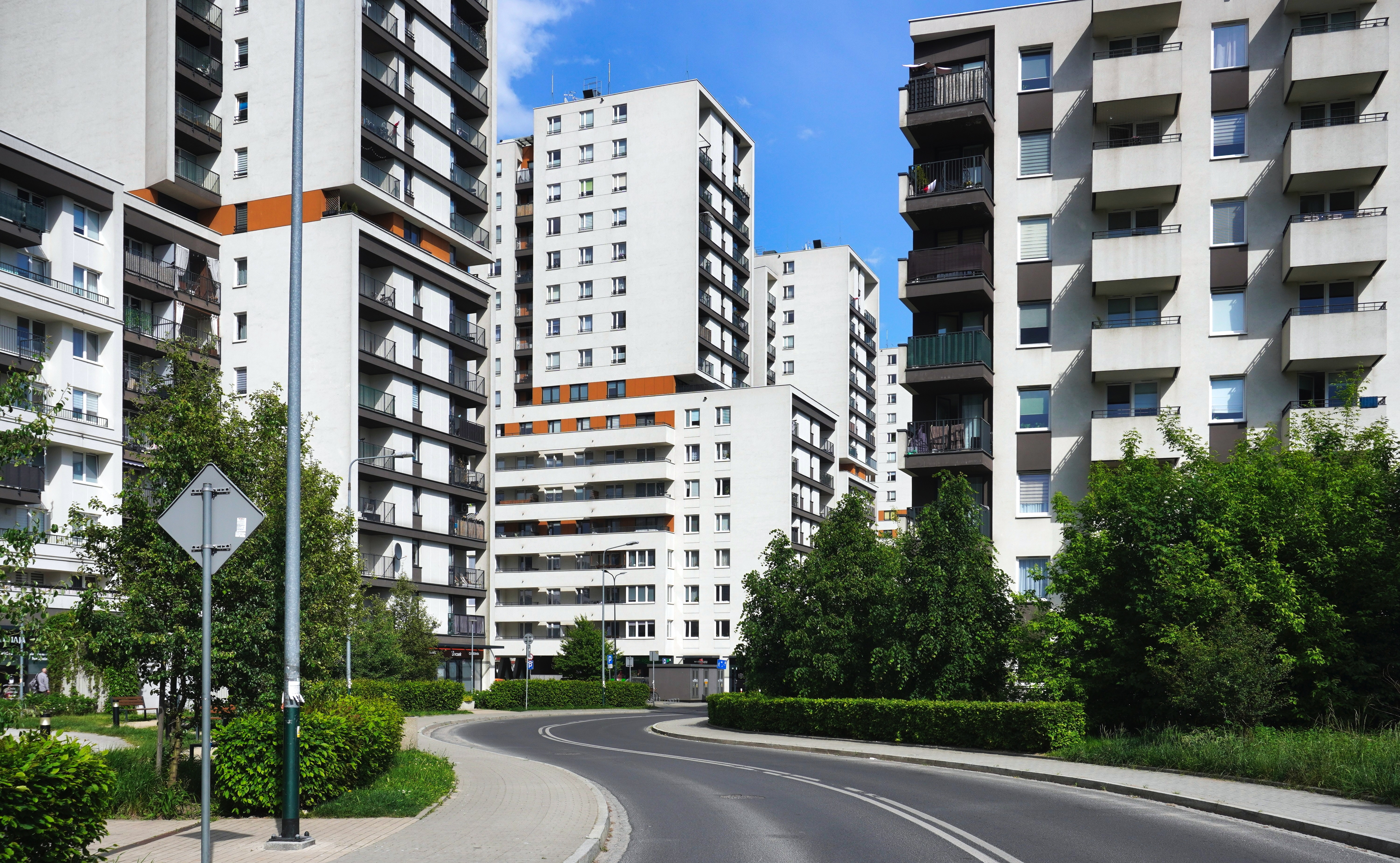
Вулиця Болеслава Орлінського
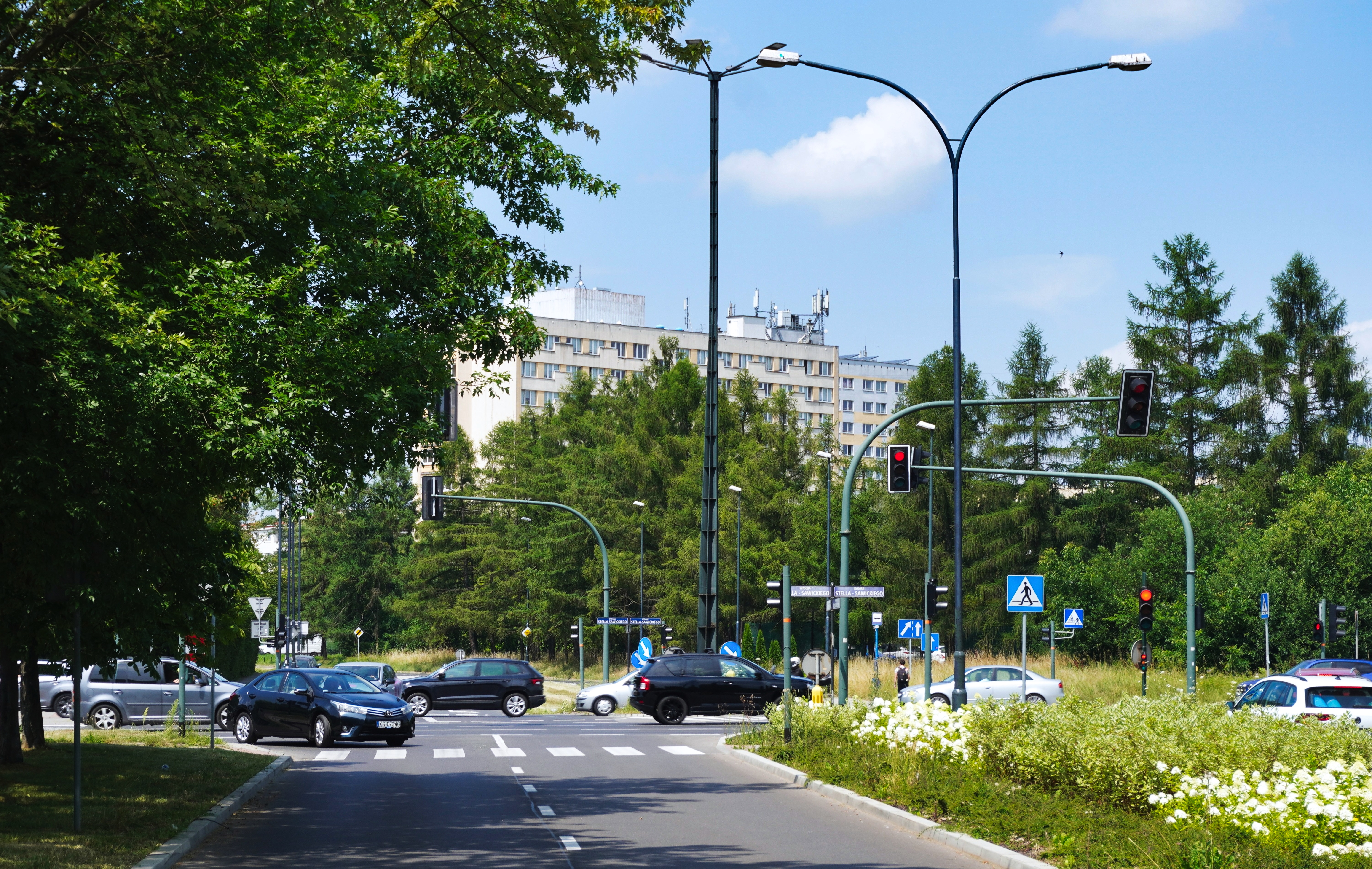
Вулиця Броніслава Влодарчика
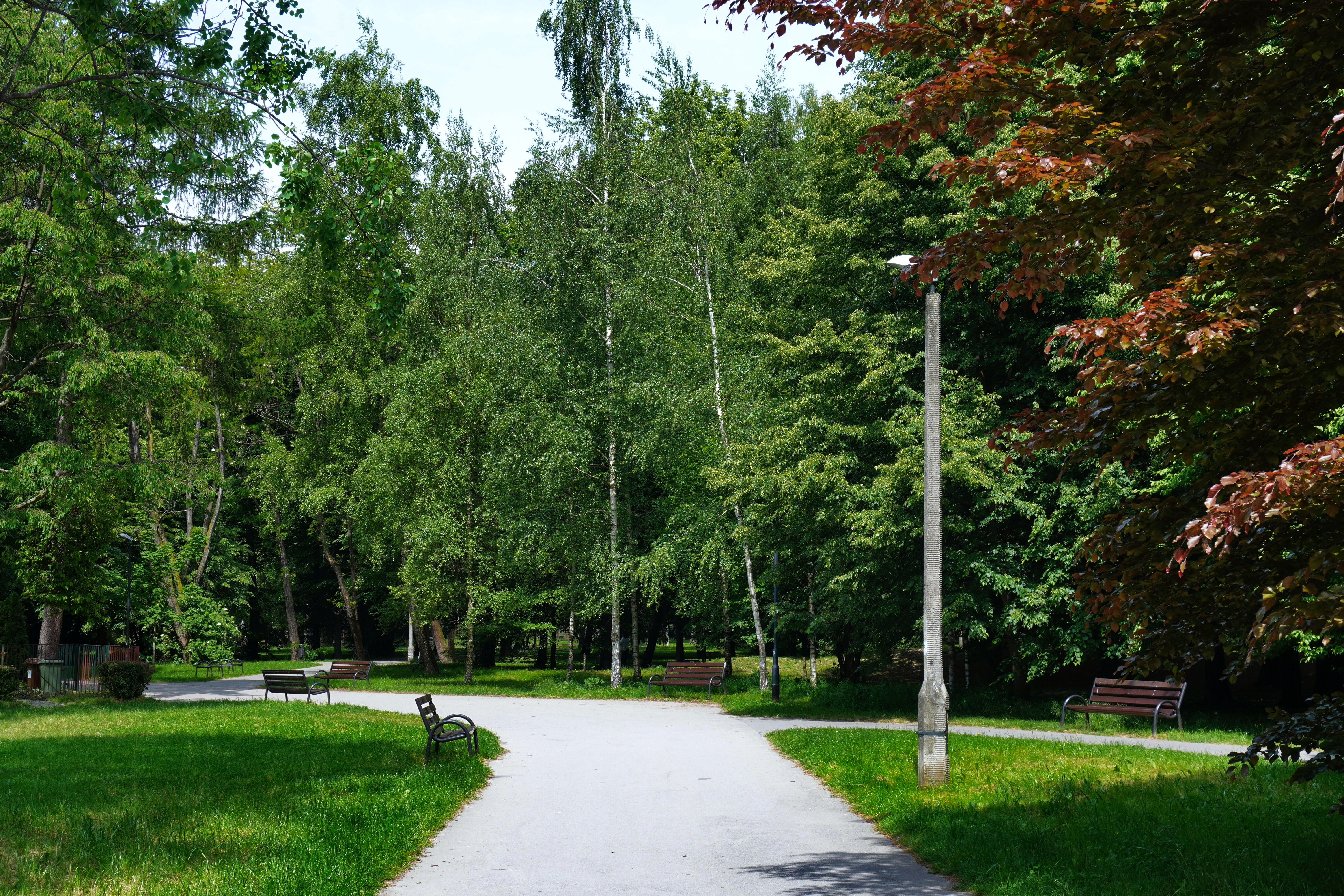
Парк генерала пілота Станіслава Скальського
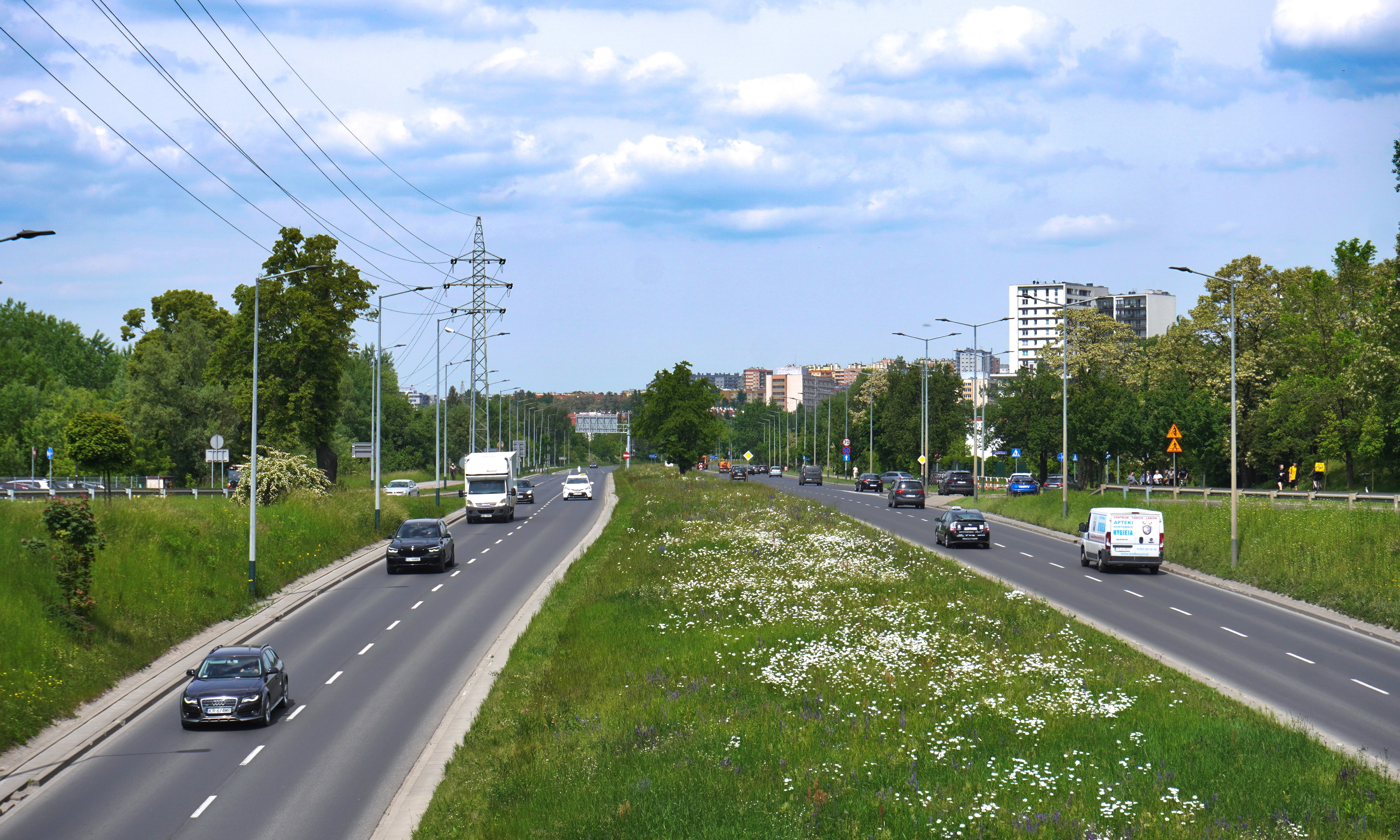
Вулиця Ізидора Стелли-Савицького